# Flughafen La Paz (Baja California Sur)

i8
i11
i13
Der Flughafen La Paz (spanisch Aeropuerto Internacional de La Paz, IATA-Code: LAP, ICAO-Code: MMLP) ist ein internationaler Flughafen bei der Großstadt La Paz im Bundesstaat Baja California Sur auf der Halbinsel Niederkalifornien im Westen Mexikos.

## Lage
Der Flughafen La Paz liegt nahe dem Golf von Kalifornien etwa 1200 km (Luftlinie) nordwestlich von Mexiko-Stadt in einer Höhe von ca. 21 m.

## Flugverbindungen
Es werden überwiegend Flüge von und nach Mexiko-Stadt, Guadalajara und Tijuana abgewickelt; internationale Flüge sind ausgesetzt.

## Passagierzahlen
Im Jahr 2019 wurden erstmals ca. 1 Million Passagiere abgefertigt. Danach erfolgte ein deutlicher Rückgang aufgrund der COVID-19-Pandemie.

## Zwischenfälle
- Am 12. Juni 1967 fiel an einer Douglas DC-3A-197D der Aeronaves de México (Luftfahrzeugkennzeichen XA-FUW) nach dem Start vom Flughafen La Paz (Baja California Sur) ein Triebwerk aus. Beim Versuch der Rückkehr stürzte das Flugzeug in ein Wohngebiet. Dabei kamen alle 3 Besatzungsmitglieder sowie 2 Personen am Boden ums Leben. Alle 24 Passagiere überlebten den Unfall.[4]